# Lenteng Barat
Lenteng Barat is een bestuurslaag in het regentschap Sumenep van de provincie Oost-Java, Indonesië. Lenteng Barat telt 9504 inwoners (volkstelling 2010).